# Рекорд
Реко́рд (из позднелатинского recordum «припомненное» через англ. record):
- наивысший (предельный) успех, достижение в какой-либо области труда, хозяйства, спорта[2];
  - в технике: Рекорды скорости (Рекорды скорости на автомобиле, Рекорды скорости в авиации, Рекорды скорости на рельсах и пр.);
- в переносном смысле — любые крайние значения измеримых величин («в Москве установлен абсолютный рекорд температуры за последние 125 лет», «в Шотландии на аукционе, в 2020 году, продали самого дорогого, в мире, барана за рекордные 367 500 фунтов (490 600 долларов)», и тому подобное).
- «Рекорд» — самый массовый советский репродуктор.

Тот, кто превзошёл высший показатель (то есть поставил новый рекорд), называется рекордсмен (термин, несмотря на этимологию, применяется не только к людям; известны, например, быки-рекордсмены).
Собранием всевозможных достижений, в том числе не относящихся к спорту, является известная «Книга рекордов Гиннесса», издаваемая каждый год с обновлёнными сведениями.